# Cantiga de amor
Cantiga de amor ou cantiga d'amor em galego-português é um tipo de composição literária da Idade Média, típica do trovadorismo.

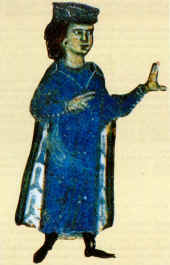
Guilherme IX da Aquitânia, um dos primeiros trovadores provençais.

Composições de voz masculina, elas em média possuem formas mais complexas, algumas nunca encontradas em cantigas de amigo e outras altamente complexas que foram inspiradas diretamente pelas canções em occitano e em francês antigo. Por outro lado, as cantigas de amor possuem uma falta de variedade de personagens – com o homem quase sempre falando com ou sobre uma mulher – e de situações. Normalmente o homem está cortejando uma mulher, reclamando de que ela está sendo cruel consigo, apesar de seu amor e lealdade, embora às vezes ele está indo embora ou retornando, está longe dela, ou, raramente, o homem fica tão frustrado, com raiva ou com ciúmes que ele desiste da mulher e até a insulta. Obscenidade e referências sexuais abertas são tabu nessa composição.
Cantigas de amor possuem uma retórica mais complexa, e tem bem mais variação na relação entre as unidades métricas and sintáticas, com uma frequência muito maior de enjambement.
Estudiosos normalmente concordam que a cantiga de amor vem da França. Estudiosos como Henry R. Lang apontaram para claros paralelos temáticos entre a cantiga de amor e as composições em occitano e em francês antigo. Cesare De Lollis apontou dois gêneros eróticos em galego-português antes dos primeiros textos escritos, e concluiu que a cantiga de amor foi escrita antes da primeira cantiga de amigo sobrevivente, e que alguns elementos da cantiga de amor vieram antes das influências occitanas e francesas antigas. É difícil traçar completamente as origens do gênero pois ele foi influenciado por vários gêneros líricos estrangeiros.

## Na cultura popular
Em 1991, a banda Legião Urbana lançou seu quinto álbum, V, no qual abriu com a canção intitulada Love Song. A canção é a primeira estrofe de Pois naci nunca vi Amor, uma cantiga de amor escrita por Nuno Fernandes Torneol no século XIII na qual conta a história do personagem que desde que nasceu nunca viu o amor, porém já ouviu falar dele e sabe que ele quer matá-lo. O personagem então roga à sua senhor ("senhora", ou seu interesse amoroso) para que ela mostre o assassino ou então proteja-o dele.